# Gómez Plata
Gómez Plata est une municipalité située dans le département d'Antioquia, en Colombie.